# Daniel Harding
Daniel Harding (31 de agosto de 1975) é um maestro britânico. Foi o protegido de Simon Rattle e Claudio Abbado. Harding estudou trompete na Escola de Música de Chetham e foi membro da Orquestra Jovem Nacional aos treze anos de idade. Aos dezessete anos ele foi assistente da Orquestra Sinfônica de Birmingham, de 1993 até 1994. Nesse período ele ingressou na Universidade de Cambridge e depois do seu primeiro ano de faculdade, Abbado o nomeou seu assistente na Filarmônica de Berlim. Harding tornou-se diretor musical da Orquestra Sinfônica Trondheim, de 1997 até 2000, da Orquestra Filarmônica Alemã de Bremen de 1999 até 2003 e é o atual diretor musical da Orquestra de Câmara Mahler desde 2003. Ele, em 2005, conduziu a abertura do La Scala em Milão, conduzindo Idomeneo (Mozart), como substituto de Riccardo Muti. Ele conduziu o Festiva Aix a ópera Così Fan Tutte (Mozart) em 2005 e apareceu no festival em 2006. Em 2004 ele foi apontado maestro convidado principal da Orquestra Sinfônica de Londres, tomando o posto em 2006. Em 2007 ele tornou-se o maestro principal da Orquestra Sinfônica da Rádio Sueca.
Harding foi casado com a violista Béatrice Muthelet e tem dois filhos.